# エンドガラクトサミニダーゼ
エンドガラクトサミニダーゼ(Endogalactosaminidase、EC 3.2.1.109)は、ガラクトサミノグリカン グリカノヒドロラーゼという系統名を持つ酵素であり、以下の化学反応を触媒する。
ポリ(D-ガラクトサミン)の(1->4)-α-D-ガラクトサミニド結合をエンド型で加水分解する。